# Malíč
Malíč település Csehországban, a Litoměřicei járásban. Malíč Velké Žernoseky, Michalovice, Litoměřice és Kamýk településekkel határos. Lakosainak száma 194 fő (2024. január 1.).

## Népesség
A település lakosságának változását az alábbi diagram mutatja:
| Lakosok száma | 369  | 327  | 399  | 290  | 190  | 141  | 167  | 190  | 194  | 194  |
|               | 1869 | 1890 | 1921 | 1950 | 1980 | 2001 | 2017 | 2019 | 2022 | 2024 |